# Langenbroich-Stetternicher Wald
Koordinaten: 50° 54′ 27″ N, 6° 23′ 32″ O

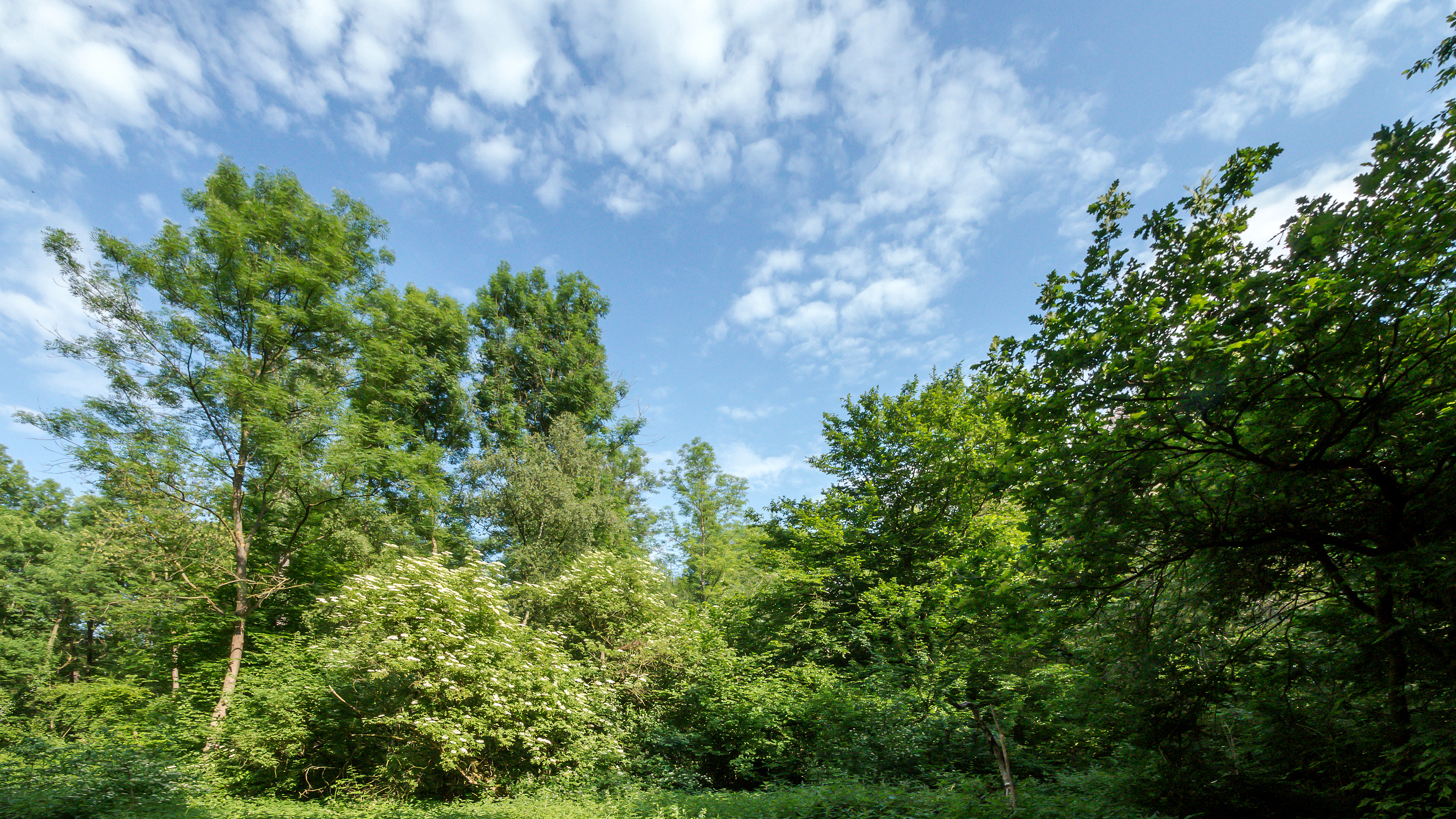
Naturschutzgebiet Langenbroich-Stetternicher Wald (Juni 2017)

Das Naturschutzgebiet  Langenbroich-Stetternicher Wald  liegt auf dem Gebiet der Stadt Jülich im Kreis Düren in Nordrhein-Westfalen.
Das Gebiet erstreckt sich südöstlich der Kernstadt Jülich und südwestlich des Jülicher Stadtteils Stetternich. Durch das Gebiet hindurch fließt der Iktebach. Westlich des Gebietes verlaufen die Landesstraße L 253 und die B 56 und fließt die Rur.

## Bedeutung
Das etwa 111,6 ha große Gebiet wurde im Jahr 1984 unter der Schlüsselnummer DN-022 unter Naturschutz gestellt. Schutzziele sind 
- die Erhaltung und Optimierung naturraumtypischer Wälder mit landesweiter Bedeutung
- die Entwicklung von Forsten zu naturnahen Wäldern
- die Erhaltung eines strukturreichen Waldgebietes inmitten der stark ackerbaulich genutzten und waldarmen Börde-Landschaft als Rückzugs- und Vernetzungsbiotop.[2]